# Трикратська волость
Трикратська волость — адміністративно-територіальна одиниця Єлисаветградського повіту Херсонської губернії.
Станом на 1886 рік складалася з 5 поселень, 6 сільських громад. Населення — 3188 осіб (1666 чоловічої статі та 1522 — жіночої), 502 дворових господарства.
|                     | Площа, десятин | У тому числі орної, дес. |
| ------------------- | -------------- | ------------------------ |
| Сільських громад    | 2732           | 1678                     |
| Приватної власності | 28917          | 4209                     |
| Іншої власності     | 120            | 70                       |
| Загалом             | 31769          | 5957                     |

Найбільші поселення волості:
- Трикрати (Скаржинка) — містечко при річці Арбузинка за 110 верст від повітового міста, 685 осіб, 140 дворів, православна церква, земська станція, 4 лавки, 3 ярмарки: Неділю Ваій, на Вознесіння та 8 листопада. За 5 верст — паровий млин. За 13 верст — постоялий двір.
- Миколаївка — колишнє власницьке село при ставках, 442 особи, 70 дворів, постоялий двір.
- Новосілка — колишнє власницьке село при річці Арбузинка, 425 осіб, 98 дворів, лавка.
- Петропавлівка — колишнє власницьке село при річці Мертвовод, 561 особа, 93 двори.